# Machaerium guaremalense
Machaerium guaremalense là một loài thực vật có hoa trong họ Đậu. Loài này được Pittier miêu tả khoa học đầu tiên năm 1928.